# Lindsey Ann Way
Lindsey Ann Way bedre kendt under navnet Lyn Z er bassist i punkbandet Mindless Self Indulgence.
Hun er gift med Gerard Way, forsangeren fra My Chemical Romance, siden 3. september 2007. Sammen fik de i 2009 datteren Bandit Lee Way.